# Emory Bellard
Pour les articles homonymes, voir Bellard.
Emory Bellard (né le 27 décembre 1927 à Luling et mort le 10 février 2011) est un entraineur de football américain ayant officié surtout dans le football préparatoire et universitaire. Il est l'inventeur du Wishbone formation, qui a révolutionné les techniques offensives.

## Carrière

### Jeunesse
Emory est l'un des douze fils d'un Géologue étant arrivé au Texas vers les années 1920. Il obtient ses diplômes, entrant à l'université du Texas jouant sous les ordres de Dana X. Bible (en). Malheureusement, il se casse la jambe durant sa deuxième année d'étude et est transféré plus tard à l'Université d'État du Texas.

### Entraineur

#### High School
Il entraine sa première équipe en 1952, remportant deux titres en régionale avec Ingleside High School en 1953 et 1954. En 1955, il est appelé à remplacer Joe Kerbel (en) au poste d'entraineur de la Breckenridge High School avec qui il remporte le titre de champion de l'état 3A en 1951, 1952 et 1954. En 1960, il signe avec la San Angelo Central High School, jouant dans le District 2-4A, réputé pour être serrer. Malgré la concurrence, il fait un total de 59-19-2 dans cette université. Ces très bons résultats lui ouvrent les portes de son ancienne université.

#### Université

Schéma du Wishbone formation

En 1967, Emory débute comme entraineur des linebackers et plus tard, prend le poste de coordinateur offensif en 1968. C'est lors de ces années, qu'il met au point la Wishbone formation.
En 1972, Bellard remplace Gene Stallings (en) au poste d'entraineur des Texas Aggies et celui de coordinateur offensif mais il embauche deux anciens entraineurs Chuck Moser (en) et Gil Bartosh (en) après une saison 1972 mauvaise avec 3-8. En 1975, il perd le Liberty Bowl contre les USC Trojans sur un score sévère de 20-0 mais l'équipe se reprend en remportant la saison suivante le Sun Bowl contre l'université de Floride sur un score de 37-14. Il fait sept ans à ce poste d'entraineur avant de le troquer contre celui des Mississippi State Bulldogs où il réalise des performances plus ou moins bonnes. Il quitte ce poste après la saison 1985 et n'entraine plus aucune équipe pendant trois ans avant de prendre en main celle de Westfield High School et d'y rester pendant cinq saisons.